# Episparis vitrea
Episparis vitrea là một loài bướm đêm trong họ Erebidae.